# Ligne d'Ormoy-Villers à Mareuil-sur-Ourcq
La ligne d'Ormoy-Villers à Mareuil-sur-Ourcq est une ligne ferroviaire française, d'une longueur de 21,5 kilomètres, qui reliait Ormoy-Villers à Mareuil-sur-Ourcq dans le département de l'Oise, en Picardie. 
Tracée selon un axe ouest-est entre la plaine du Valois et la vallée de l'Ourcq dans un relief relativement peu accentué, cette ligne à voie unique est ouverte en 1894 par la Compagnie des chemins de fer du Nord. Cette transversale relie la ligne de La Plaine à Hirson et Anor (frontière), constituant l'axe de Paris-Nord à Laon, à la ligne de Trilport à Bazoches, axe de Paris-Est à Reims. Comme de nombreuses lignes secondaires, elle est fermée au trafic de voyageurs en 1939, puis partiellement déferrée. Le tronçon entre Ormoy-Villers et Betz voit subsister un faible trafic de marchandises, jusqu'aux années 1980. Depuis 2005, la totalité de la ligne est définitivement fermée.
Elle constitue la ligne no 227000 du réseau ferré national.

## Histoire
La création de cette ligne est décidée en 1879 dans le cadre de la loi Freycinet, sous le nom de ligne numéro 8 du programme complémentaire d'intérêt général. Elle a pour objectif d'assurer les déplacements de la population locale, de desservir la sucrerie d'Antilly ainsi que les nombreux moulins des vallées de la Gergogne et de la Grivette.
La ligne est déclarée d'utilité publique par une loi le 23 février 1881. Elle est concédée à titre définitif par l'État à Compagnie des chemins de fer du Nord selon les termes d'une convention signée entre le ministre des Travaux publics et la compagnie le 5 juin 1883. Cette convention est approuvée par une loi le 20 novembre suivant. Elle est mise en service le 20 septembre 1894, à l'occasion de la campagne betteravière de l'année. Elle est d'abord desservie par quatre omnibus entre Crépy-en-Valois et Mareuil-sur-Ourcq, dont les voitures sont tractées par des locomotives du dépôt de Crépy.

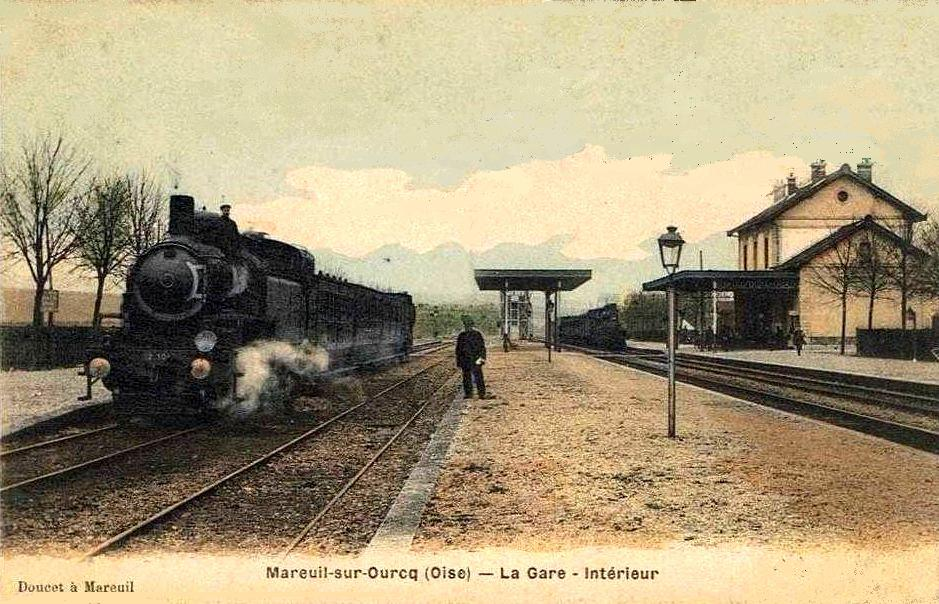
Train à destination d'Ormoy-Villers en gare de Mareuil-sur-Ourcq, au début du XXe siècle.

Originellement à voie unique, elle est mise provisoirement à double voie en 1917, afin de faciliter le transit des troupes armées en renfort destinées à l'offensive Nivelle. Les troupes britanniques y transitent également à destination du front d'Italie, ainsi que des approvisionnements pour les gares régulatrices de Fère-en-Tardenois et Connantre, tandis qu'une seule circulation civile quotidienne réalise un aller-retour sur la ligne. Lors de la Première Guerre mondiale, un raccordement de 330 mètres, dit d'Ormoy sud, est réalisé en direction de Paris-Nord, afin d'éviter le rebroussement des trains militaires en gare d'Ormoy-Villers. Il est rendu officiel par la déclaration d'utilité publique du 2 juillet 1923, et déclassé cinquante ans après, le 22 août 1973.
Durant l'entre-deux-guerres, la desserte se limite à trois omnibus par jour de Crépy à Mareuil, trains remorqués par des locomotives 222 T 2.200 dites « Révolver », le trafic de marchandises étant confié à des 040 G8.1 Prussiennes 4.300 du même dépôt de Crépy.
La ligne permet un certain développement industriel rural des communes desservies, avec l'implantation de la société des pierres silico-calcaires à Lévignen en 1920, qui fournit les matériaux de construction pour les zones dévastées par la guerre. Durant la Seconde Guerre mondiale, les établissements Vaux, produisant des semelles de bois ou des billots de bouchers, s'implantent également. En 1965, « Les Stratifiés » s'installent également, poursuivant encore leur activité au XXIe siècle.

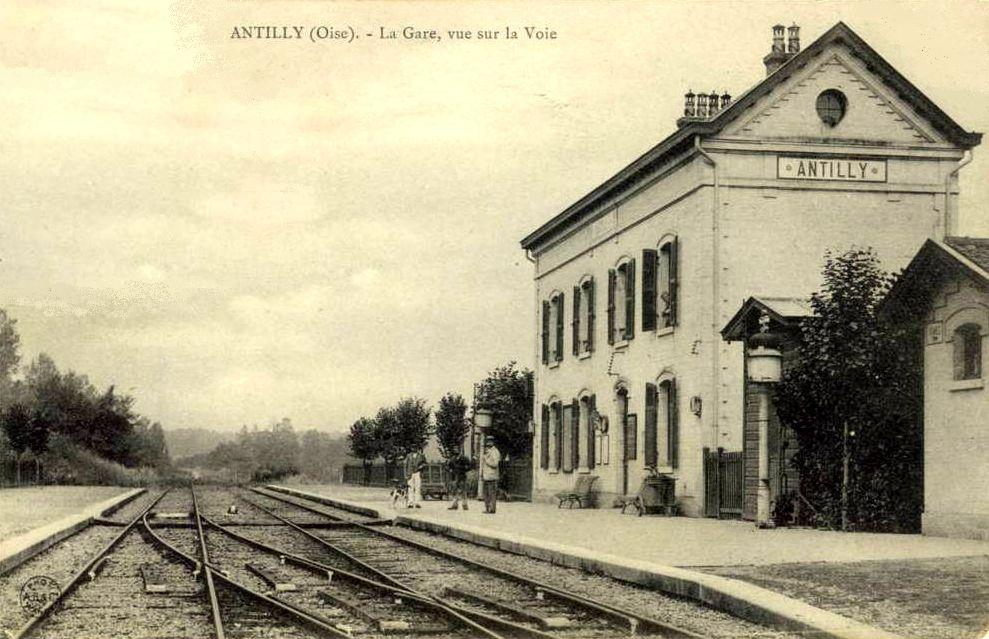
La gare d'Antilly, au debut du XXe siècle.

La ligne est fermée aux voyageurs le 15 mai 1939 et l'itinéraire est remis à double voie en octobre pour les nombreux besoins militaires. Sous l'Occupation, la seconde voie redevenue inutile est à nouveau déposée, et un train mixte quotidien, voyageurs et marchandises, est rétabli le 6 octobre 1940 vu l'absence de transport routier causé par les pénuries.
Après la Libération, il subsiste un faible trafic de marchandises jusqu'en 1950 entre Ormoy et Mareuil, pour l'essentiel des trains de betteraves tractés par des locomotives 040 D ou 140 G. Le 16 décembre 1973, il se restreint au tronçon subsistant entre Ormoy et Antilly. Au début des années 1980, une navette fret tractée par un locotracteur circule encore entre Ormoy-Villers et Betz. Durant l'été 1980, deux voitures-lits et Pullman de la Compagnie internationale des wagons-lits (CIWL), rachetés par le roi du Maroc Hassan II, sont transportés dans sa propriété de Betz en empruntant la ligne avant d'être acheminées par la route.
Le tronçon entre la limite des réseaux Nord et Est et Mareuil-sur-Ourcq (PK 75,550 à 77,130) a été déclassé avant 1950. Celui entre Antilly et la limite des réseaux Nord et Est (PK 70,165 à 75,550) a été déclassé le 14 janvier 1972. Enfin le dernier tronçon d'Ormoy-Villers à Antilly (PK 56,365 à 70,165) a été fermé à tout trafic le 15 septembre 2005 et retranché du réseau ferré national par le décret du 3 mars 2006.

## Tracé

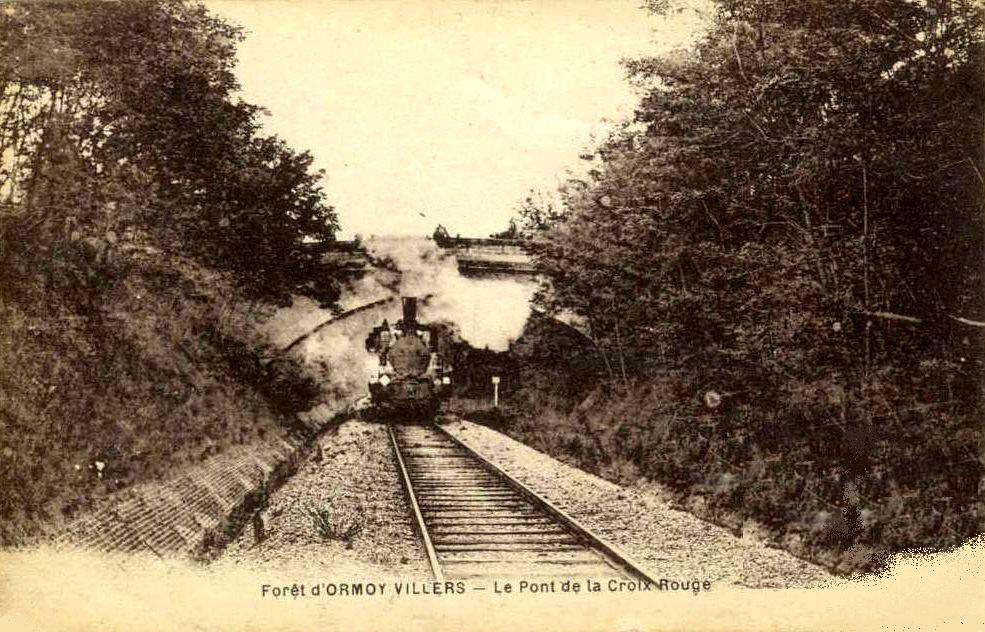
Le pont de la Croix-Rouge à Ormoy-Villers.

La ligne se détache de la ligne de La Plaine à Hirson et Anor (frontière) dès la sortie de la gare d'Ormoy-Villers en direction de Paris-Nord, et se dirige vers l'est après avoir franchi à niveau la route départementale 136 et contourné le village par le sud. Elle traverse le bois du Roi et s'oriente vers le sud-est avant de couper à niveau la route nationale 2 et de desservir alors la halte de Boissy-Lévignen. La ligne se dirige alors vers le vallon de la Grivette, petit affluent sur la rive droite de l'Ourcq. Après la desserte de Betz, principale gare intermédiaire de la ligne, le tracé se poursuit en pente de 3 à 6 mm/m et, après la desserte d'Antilly, rejoint la vallée de l'Ourcq. La ligne se raccorde alors à la ligne de Trilport à Bazoches en direction de Bazoches et Reims, peu avant la gare de Mareuil-sur-Ourcq.

## Vestiges

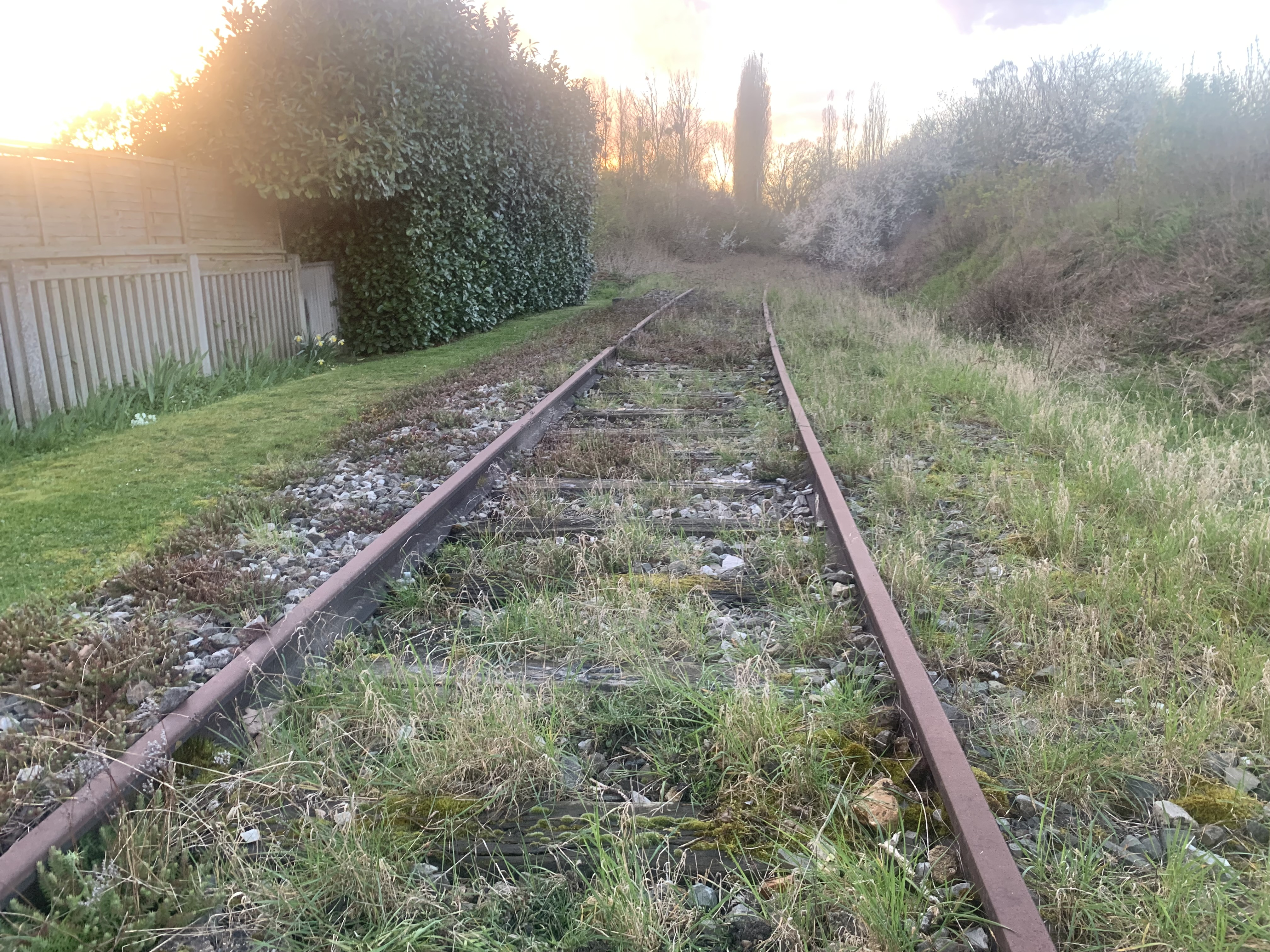
vestige encore visible de la ligne 227 000 du réseau ferrer national à côté de la route vers Nanteuil

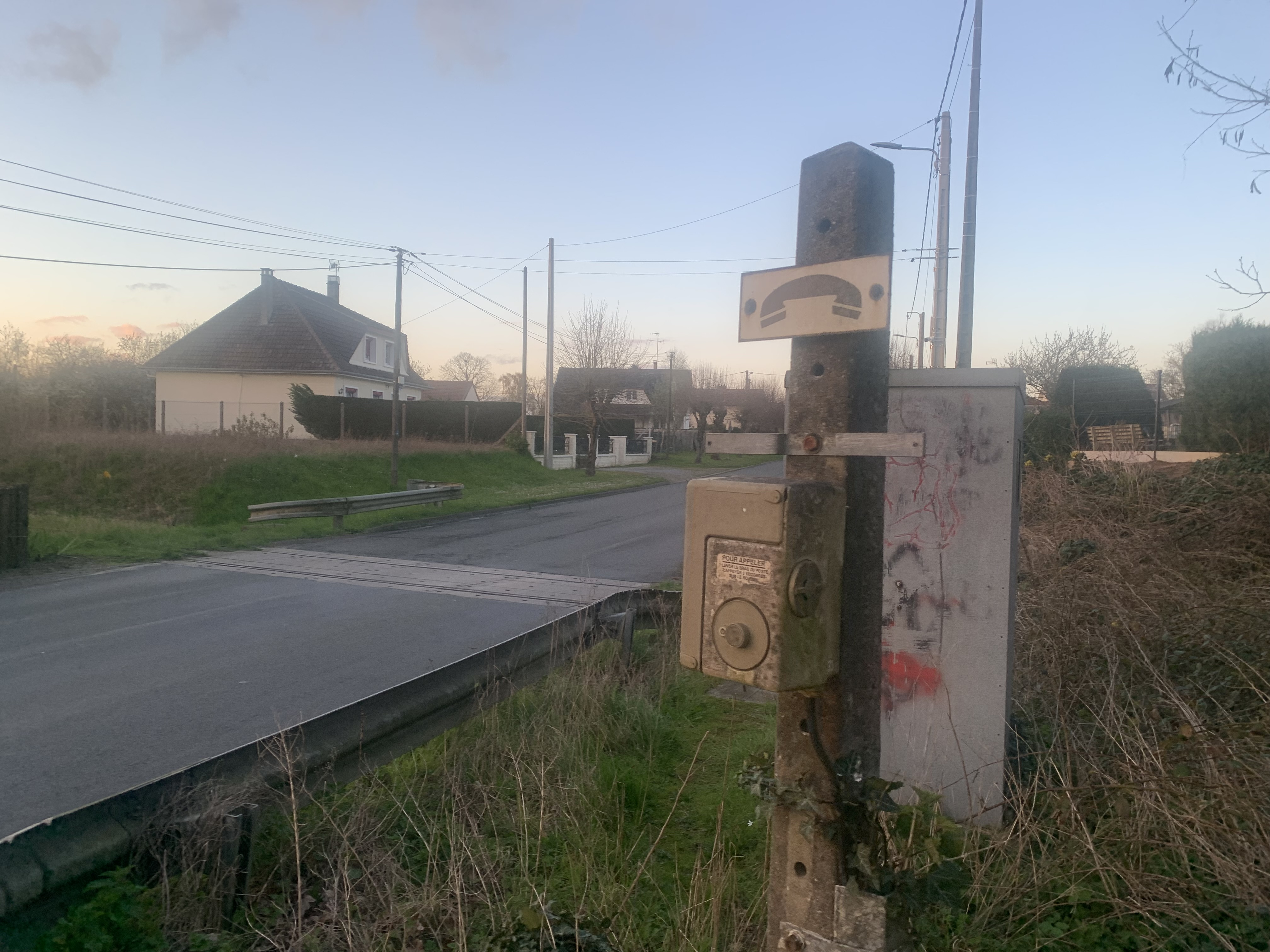

En 2013, la plateforme de l'ancienne ligne subsiste mais seuls demeurent quelques panneaux de signalisation ferroviaires ainsi que des coupons de rails encore présents à l'emplacement d'anciens passages à niveau. La plupart des bâtiments des voyageurs et des maisons de garde-barrières existent toujours et sont devenus des résidences privées. Quelques centaines de mètres de voie subsistent au départ d'Ormoy-Villers, approximativement jusqu'au milieu du bois du Roi.
Dès 2007, la communauté de communes du pays de Valois projette la réalisation d'une voie verte sur l'ensemble de l'ancien tracé ferroviaire,,. Toutefois, ce projet a rencontré des oppositions politiques pour une raison de coût. En 2013, la préfecture de région a donné un avis « favorable et sans aucune réserve » sur l'étude d'impact environnemental qui avait été déposé pour ce projet d'un coût évalué à 3,2 millions d'euros (au lieu de 2,5 millions à l'origine), permettant de procéder à une enquête publique dont le résultat est favorable.
L'aménagement de cette voie verte comprend trois thématiques environnementales différentes : une séquence « forestière » entre Ormoy-Villers et Macquelines, une séquence « agraire » entre Macquelines et Antilly et une séquence « fraîcheur » entre Antilly et Mareuil-sur-Ourcq. D'une largeur de trois mètres, la voie était prévue pour être accessible aux piétons, cyclistes, cavaliers et rolleristes à partir du printemps 2015. Toutefois, le lancement des travaux, initialement prévus à partir de la fin de l'été 2013, n'a pas eu lieu, à la suite du refus de la majorité des élus s'opposant particulièrement à un nouveau surcoût des travaux.
Cet aménagement en bitume et terre battue a été mis en service en 2017 (avec un cheminement pour les cavalier. disponible en 2019) ,. Son manque d'entretien est critiqué en 2018.
Le bâtiment voyageurs de la gare de Betz est devenu une propriété privée. L'abri de quai de cette gare est restauré en 2020 par une association afin de contribuer à l'animation de la voie verte.